# Roddi
Roddi (piemontiul: Ròd) település Olaszországban, Piemont régióban, Cuneo megyében. Lakosainak száma 1541 fő (2023. január 1.). Roddi Alba, La Morra, Monticello d’Alba, Santa Vittoria d’Alba és Verduno községekkel határos.

## Népesség
A település lakossága az elmúlt években az alábbi módon változott:
| Lakosok száma | 1611 | 1658 | 1541 |
|               | 2017 | 2018 | 2023 |